# Frankophilie
Frankophilie bzw. Gallophilie (Wortbildungen mit Suffix aus dem Altgriechischen φιλία philía „Freundschaft“, „Liebe“, „Zuneigung“) bezeichnet die Liebe von Nicht-Franzosen für alles Französische. Dies kann Frankreich selbst sein, aber auch seine Geschichte, Sprache, Küche, Literatur oder Selbiges aus französischsprachigen Regionen wie der Romandie, Quebec oder der Wallonie.
Das Antonym zur Frankophilie ist die Frankophobie, die Angst vor oder Abneigung gegenüber allem Französischen.

## Frankophilie im Rheinland
Im deutschsprachigen Raum galten lange Zeit (zumindest nach der Französischen Revolution) die Bewohner des Rheinlandes als relativ frankophil. Während der Napoleonischen Zeit gehörte das linke Rheinufer zu Frankreich und erlebte viele der Reformen, die die Französische Revolution nach sich gezogen hatte (Einführung des Code civil, Aufhebung des Zunftzwangs und Einführung der Gewerbefreiheit, weitgehende bürgerliche Emanzipation der Juden etc.). Nach dem Wiener Kongress kam der größte Teil des Rheinlandes an das überwiegend protestantische Preußen, was von vielen katholischen Rheinländern als Fremdherrschaft empfunden wurde („Musspreußen“). Ein Ausdruck der antipreußischen Regungen waren die Versuche, nach dem Ersten Weltkrieg unter dem Schutz der französischen Besatzungsmacht eine von Frankreich abhängige Rheinische Republik zu gründen – Versuche, die allerdings am Widerstand der überwältigenden Bevölkerungsmehrheit scheiterten.